# Castianeira tinae
Castianeira tinae är en spindelart som beskrevs av Patel 1973. Castianeira tinae ingår i släktet Castianeira och familjen flinkspindlar. Inga underarter finns listade i Catalogue of Life.